# Basses, Vienne

Basses este o comună în departamentul Vienne, Franța. În 2009 avea o populație de 346 de locuitori.